# کانگ کیونگ جون
کانگ کیونگ جون (کره‌ای: 강경준؛ زادهٔ ۱۱ فوریه ۱۹۸۳) بازیگر اهل کره جنوبی است.

## فیلم‌شناسی

### مجموعه تلویزیونی
- خنده در وایکیکی (۲۰۱۸)
- عروس‌ها (۲۰۱۷)
- هفتمین عامل غیرنظامی (۲۰۱۳)
- به زیبایی تو (۲۰۱۲)
- خواهر دوست‌داشتنی من (۲۰۰۶)
- بی‌وقفه (۲۰۰۴)